# Kagisho Dikgacoi
Kagisho Evidence Dikgacoi (Brandfort, 24 novembre 1984) è un allenatore di calcio ed ex calciatore sudafricano di ruolo centrocampista, vice allenatore dei Royal Eagles.